# Gürteldose

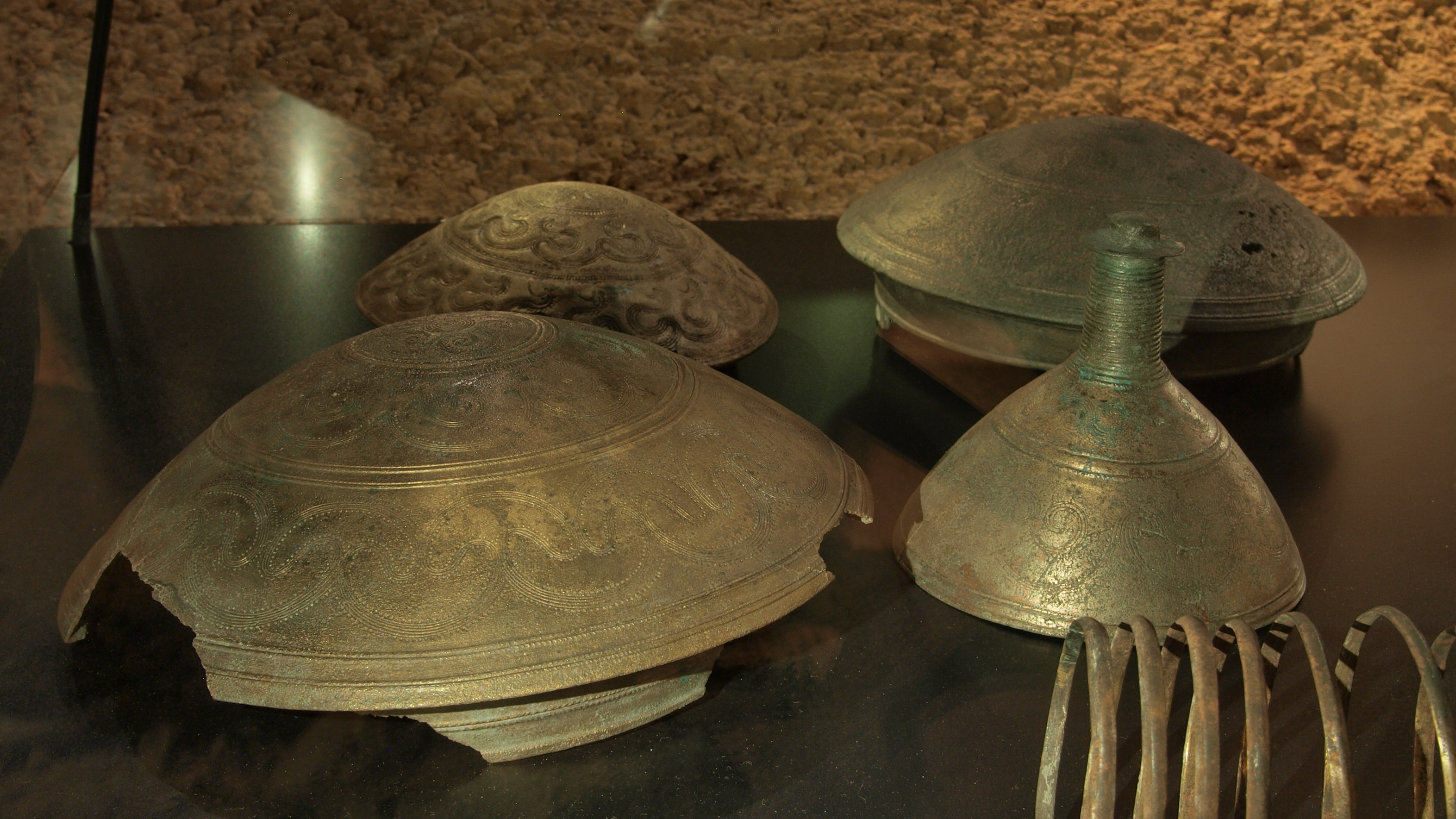
Vier Gürteldosen aus dem Hort von Kronshagen

Die Gürteldose (dänisch Bæltedåse) ist ein rundes, gegossenes Gefäß aus Bronze mit zumeist niedriger rippen- oder stichverzierter Seitenwand. Auf der Außenseite des Gefäßbodens befindet sich ein eingegossenes Ornament. Die Mitte bildet oft ein Stern der von konzentrischen Kreisen umgeben ist. Etliche der Motive sind auch gepunzt. Die Böden der älteren Dosen sind flach, die der jüngeren spitz ausgezogen. Diese finden sich vor allem in Dänemark, Sachsen-Anhalt (Hort von Jederitz) und Mecklenburg. Am Rand sind zwei längliche Henkelösen angebracht. Zu den Gürteldosen gehören flache gegossene Deckel mit mittiger Henkelöse. 
Die Gürteldosen der älteren Bronzezeit wurden früher als Gürtelschmuck gedeutet. Dies erscheint jedoch nach Ansicht des Prähistoriker Otto Mathias Wilbertz unlogisch. Sie müssen entweder in einen ringförmigen Ständer gestellt oder aufgehängt worden sein. In Wollin (Kreis Potsdam-Mittelmark) wurde eine Gürteldose mit einem Durchmesser von 23 Zentimetern geborgen. Die reich verzierte Unterseite dürfte die Schauseite gewesen sein. 
Die im Jahre 1885 von dem schwedischen Prähistoriker Oscar Montelius (1843–1921) erarbeitete Gliederung der Bronzezeit wird für Skandinavien und Norddeutschland verwendet. Er unterteilte die nordische Bronzezeit nach der typologischen Abfolge von Bronzeerzeugnissen (darunter auch Gürteldosen) in sechs Perioden ein, die er mit den römischen Ziffern von I bis VI kennzeichnete. In Depotfunden sind Gürteldosen oft mit bronzenen Hängebecken und Klapperblechen vergesellschaftet.